# Mastigona bosniense
Mastigona bosniense är en mångfotingart som först beskrevs av Karl Wilhelm Verhoeff 1897.  Mastigona bosniense ingår i släktet Mastigona och familjen Mastigophorophyllidae. Inga underarter finns listade i Catalogue of Life.